# Ernostyx moyobambus
Ernostyx moyobambus är en mångfotingart som beskrevs av Chamberlin 1941. Ernostyx moyobambus ingår i släktet Ernostyx och familjen Platyrhacidae. Inga underarter finns listade i Catalogue of Life.